# Баламутово
Баламутово (пол. Bałamutowo, нім. Ballamutowen; 1934-1945: Giersfelde) — село в Польщі, у гміні Старі Юхи Елцького повіту Вармінсько-Мазурського воєводства.
Населення — 93 особи (2011).
У 1975-1998 роках село належало до Сувальського воєводства.

## Демографія
Демографічна структура станом на 31 березня 2011 року:
|          | Загалом | Допрацездатний вік | Працездатний вік | Постпрацездатний вік |
| -------- | ------- | ------------------ | ---------------- | -------------------- |
| Чоловіки | 49      | 12                 | 34               | 3                    |
| Жінки    | 44      | 12                 | 21               | 11                   |
| Разом    | 93      | 24                 | 55               | 14                   |